# アントニ・ガウディの作品群
アントニ・ガウディの作品群（アントニ・ガウディのさくひんぐん）はスペイン、バルセロナにあるアントニ・ガウディの建築作品のうち、ユネスコの世界遺産（文化遺産）に登録されたものを言う。

## 概要
アントニ・ガウディ（1852年 - 1926年）は古今東西の折衷様式を唱えたモデルニスモの代表的建築家として知られる。アントニ・ガウディは26歳の時、パリの博覧会に出品したのをきっかけに大富豪、エウゼビ・グエイ（スペイン語読みはエウゼビ・グエル）と出会う。これが元で世界遺産の題名の一部となったグエル公園（パルケ・グエル）、グエル邸（パラシオ・グエル）の設計・建築を依頼されこれらを建設した。この後、ガウディはバルセロナ中の富豪から設計の依頼が来るようになった。これらの一部も世界遺産に登録されている。

## 登録経緯
1984年におこなわれた世界遺産会議においてバルセロナのパルケ・グエル、パラシオ・グエル、カサ・ミラ（英語:Parque Güell, Palacio Güell and Casa Mila in Barcelona、仏語:Parc Güell, palais Güell, Casa Mila à Barcelone）の名称で登録を受けたが、2005年に追加登録をした際に現在の名前に改称した。
スペインはスペイン国内のすべてのガウディの建築群を登録申請したが、登録を許可されたのは以下の7箇所である。

## 登録された物件
※ユネスコのAdvisory Body Evaluationによる。

### バルセロナ
- グエル公園
- グエル邸
- カサ・ミラ
- カサ・ビセンス
- サグラダ・ファミリアのご生誕のファサードと地下聖堂
- カサ・バトリョ

### その他の地域
- コロニア・グエル教会地下聖堂

## 登録基準
この世界遺産は世界遺産登録基準のうち、以下の条件を満たし、登録された（以下の基準は世界遺産センター公表の登録基準からの翻訳、引用である）。
- (1) 人類の創造的才能を表現する傑作。
- (2) ある期間を通じてまたはある文化圏において、建築、技術、記念碑的芸術、都市計画、景観デザインの発展に関し、人類の価値の重要な交流を示すもの。
- (4) 人類の歴史上重要な時代を例証する建築様式、建築物群、技術の集積または景観の優れた例。

## ギャラリー

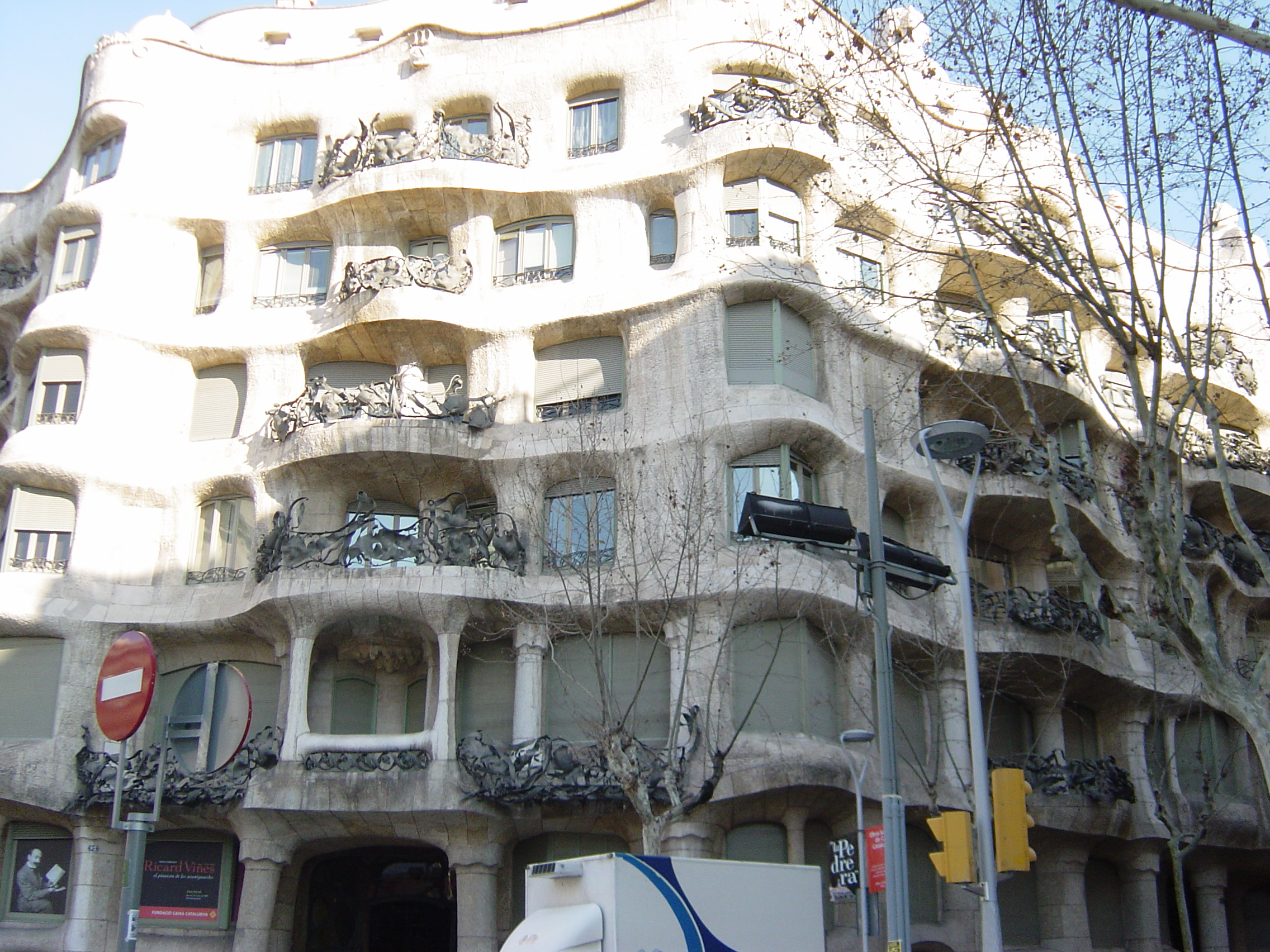
カサ・ミラ
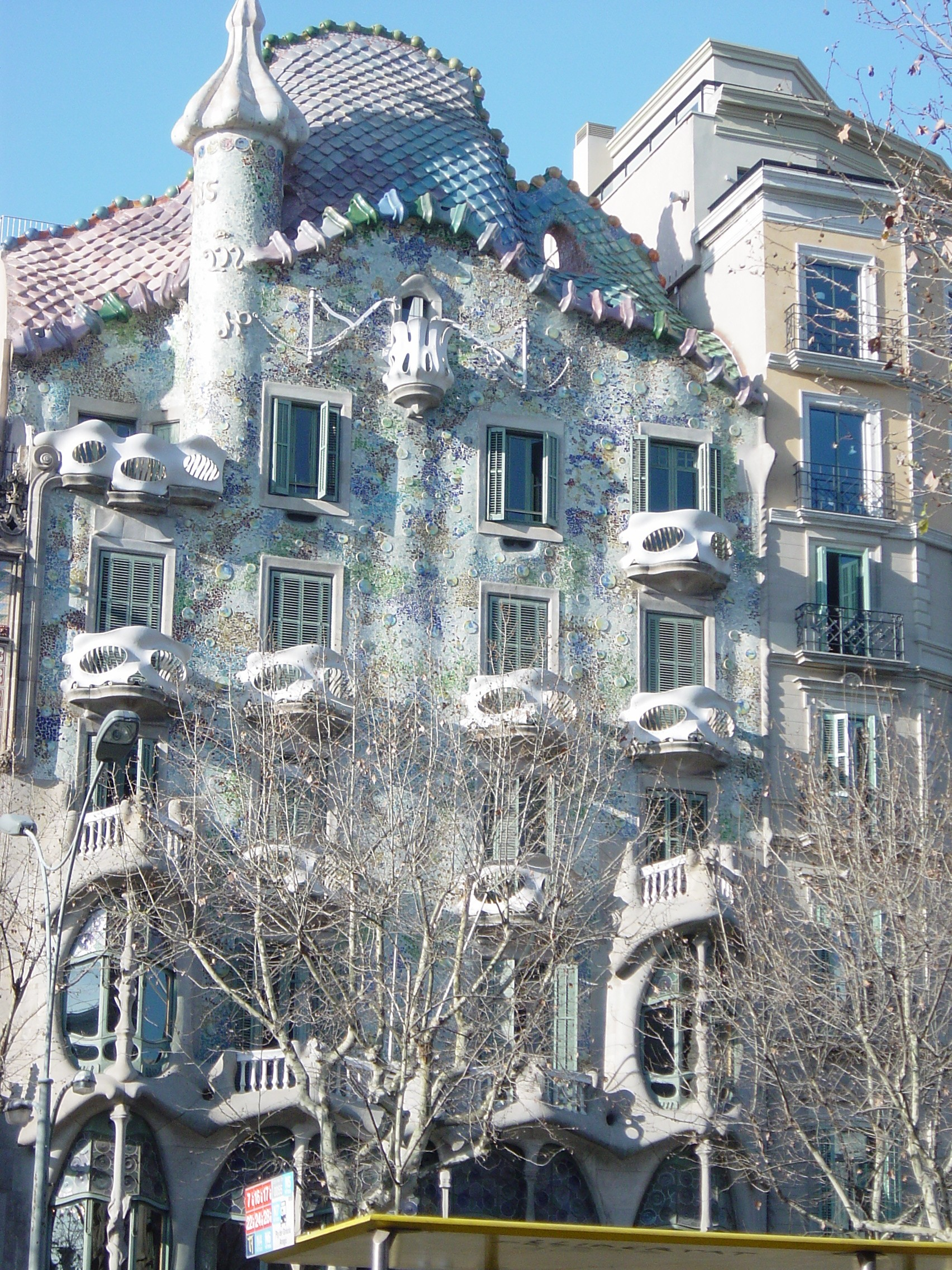
カサバトリョ
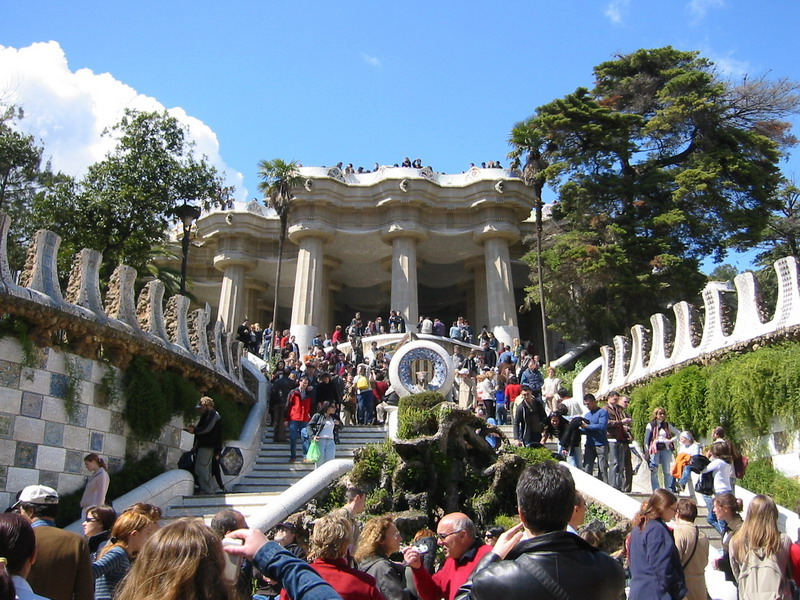
グエル公園
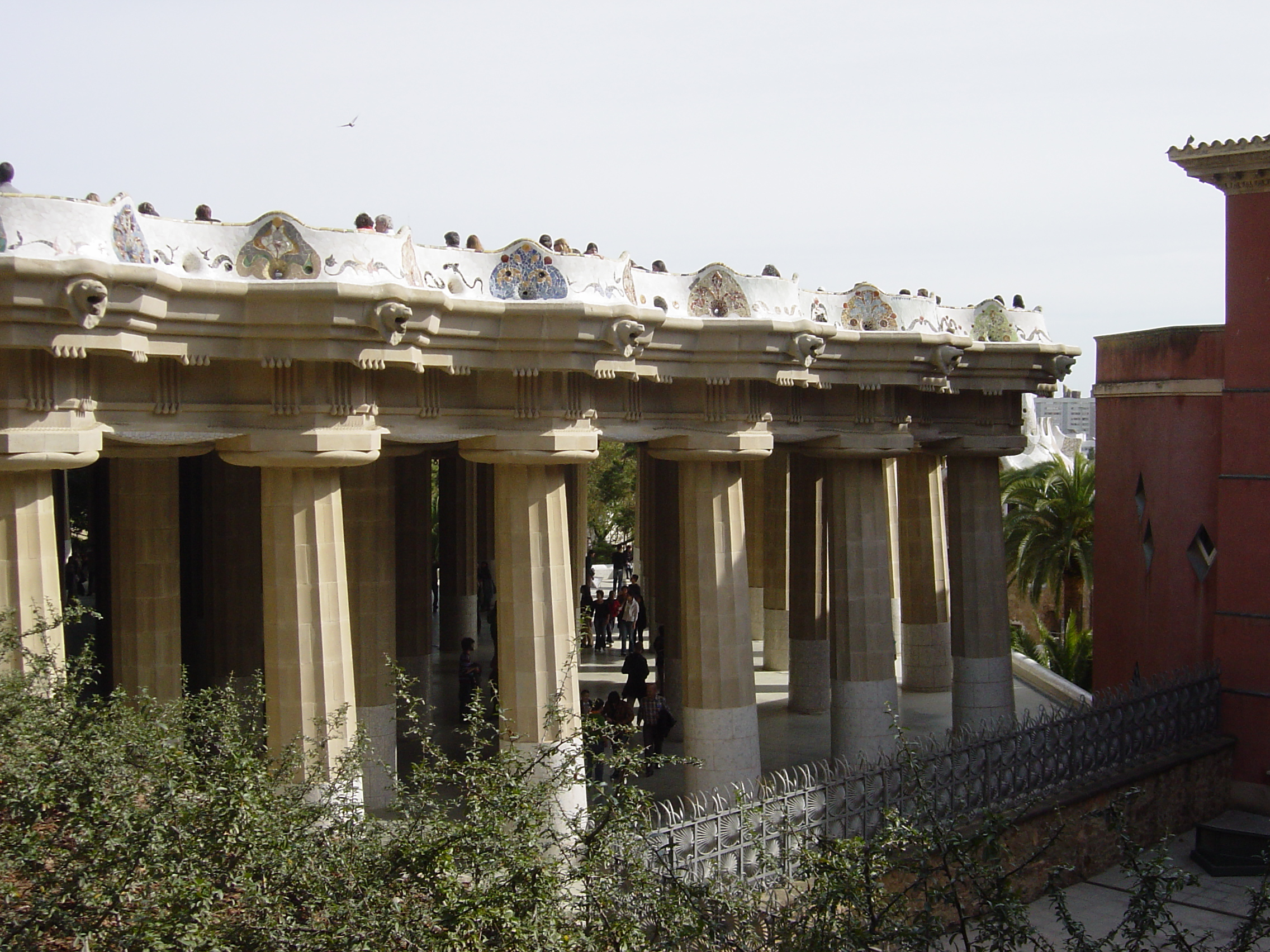
グエル公園
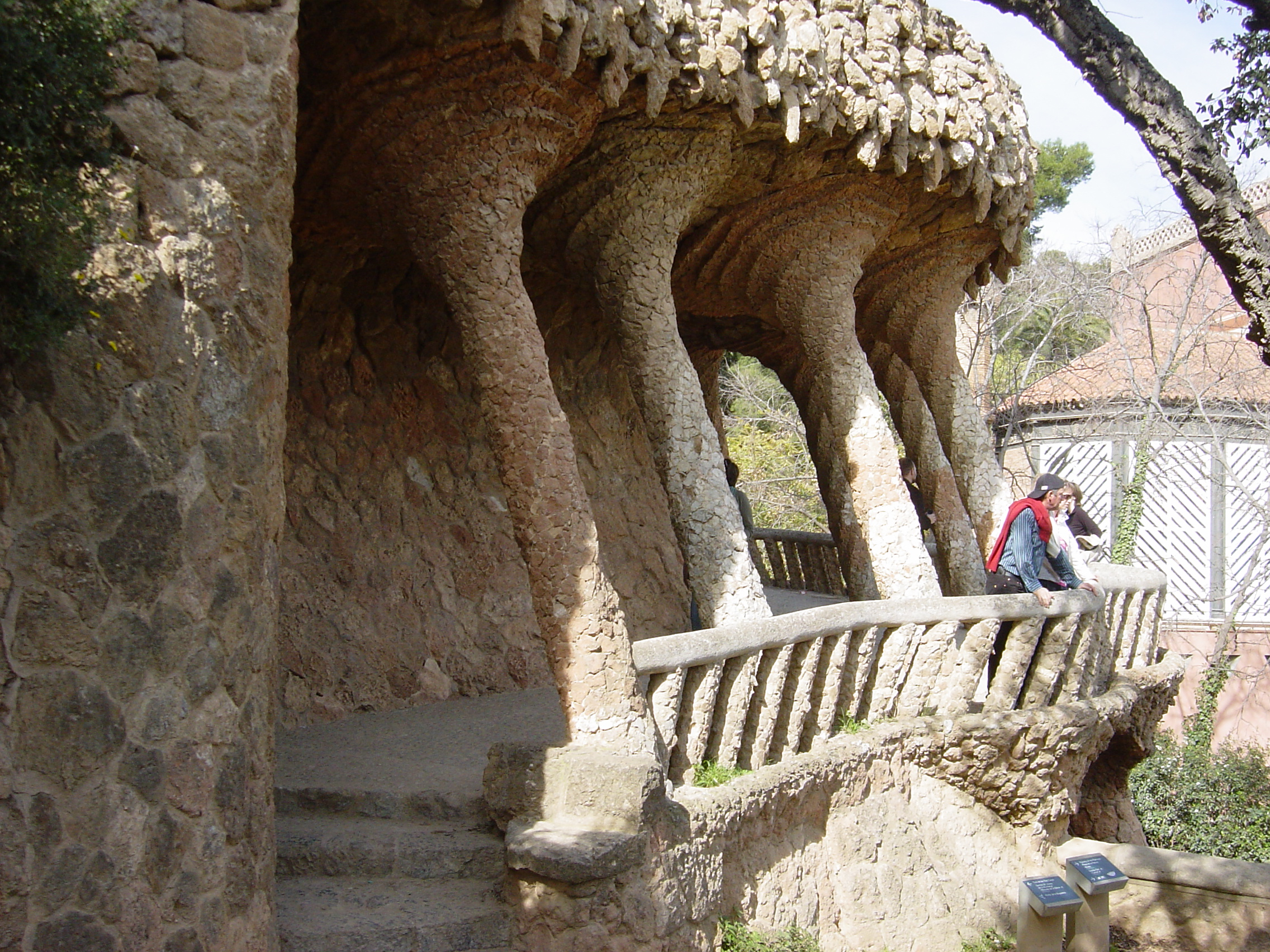
グエル公園
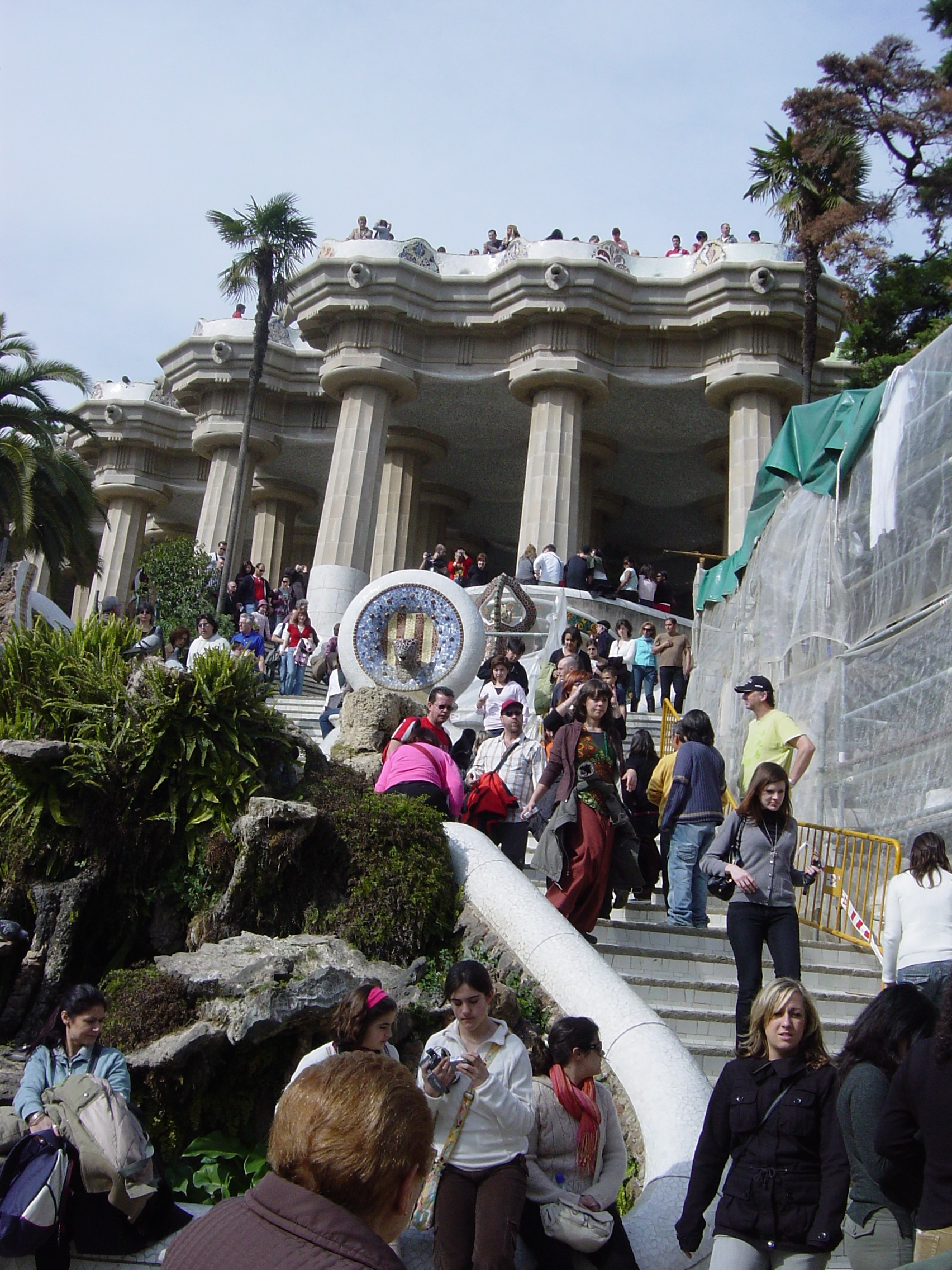
グエル公園
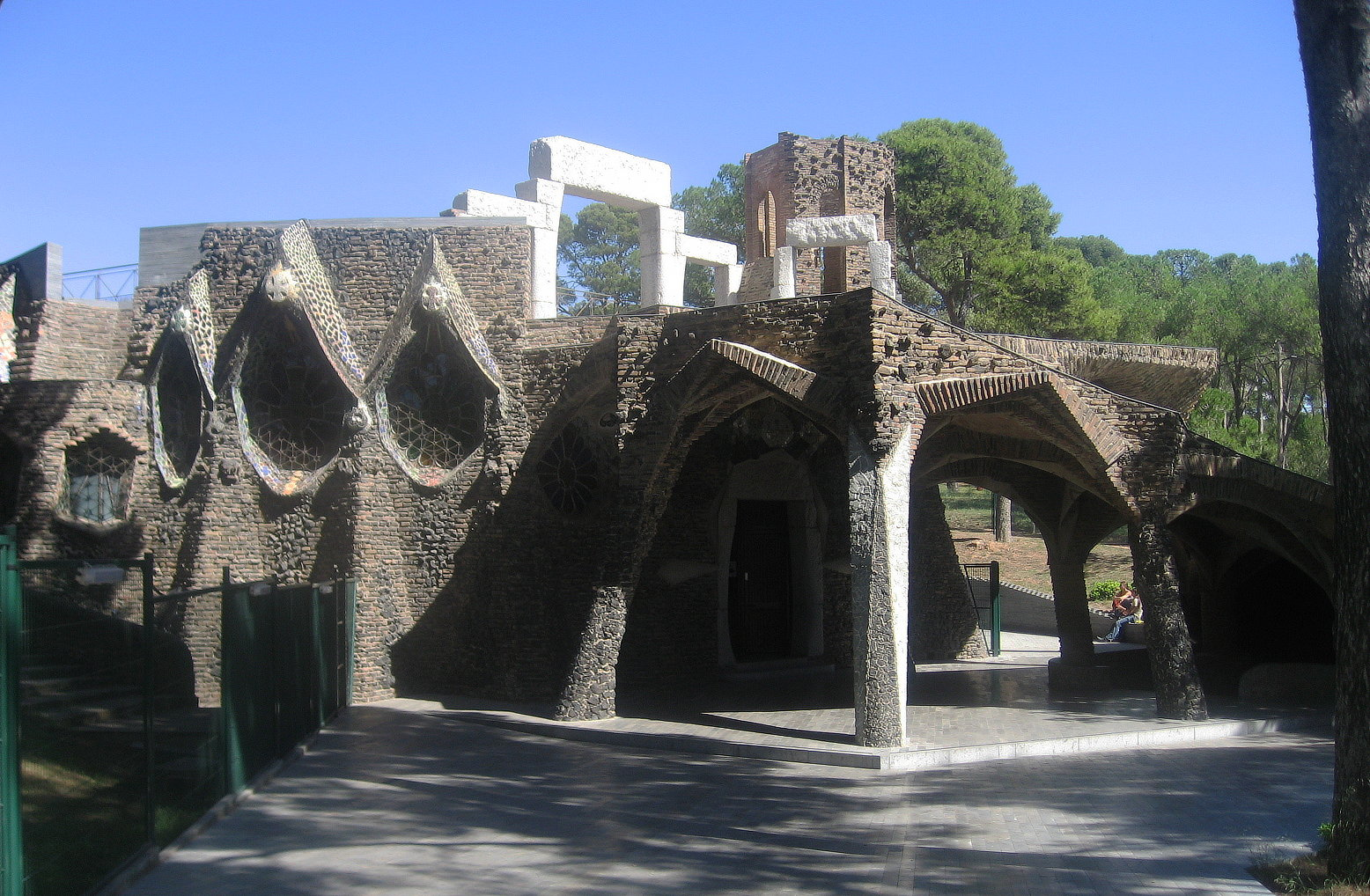
コロニア・グエル